# フェルディナント・コーン

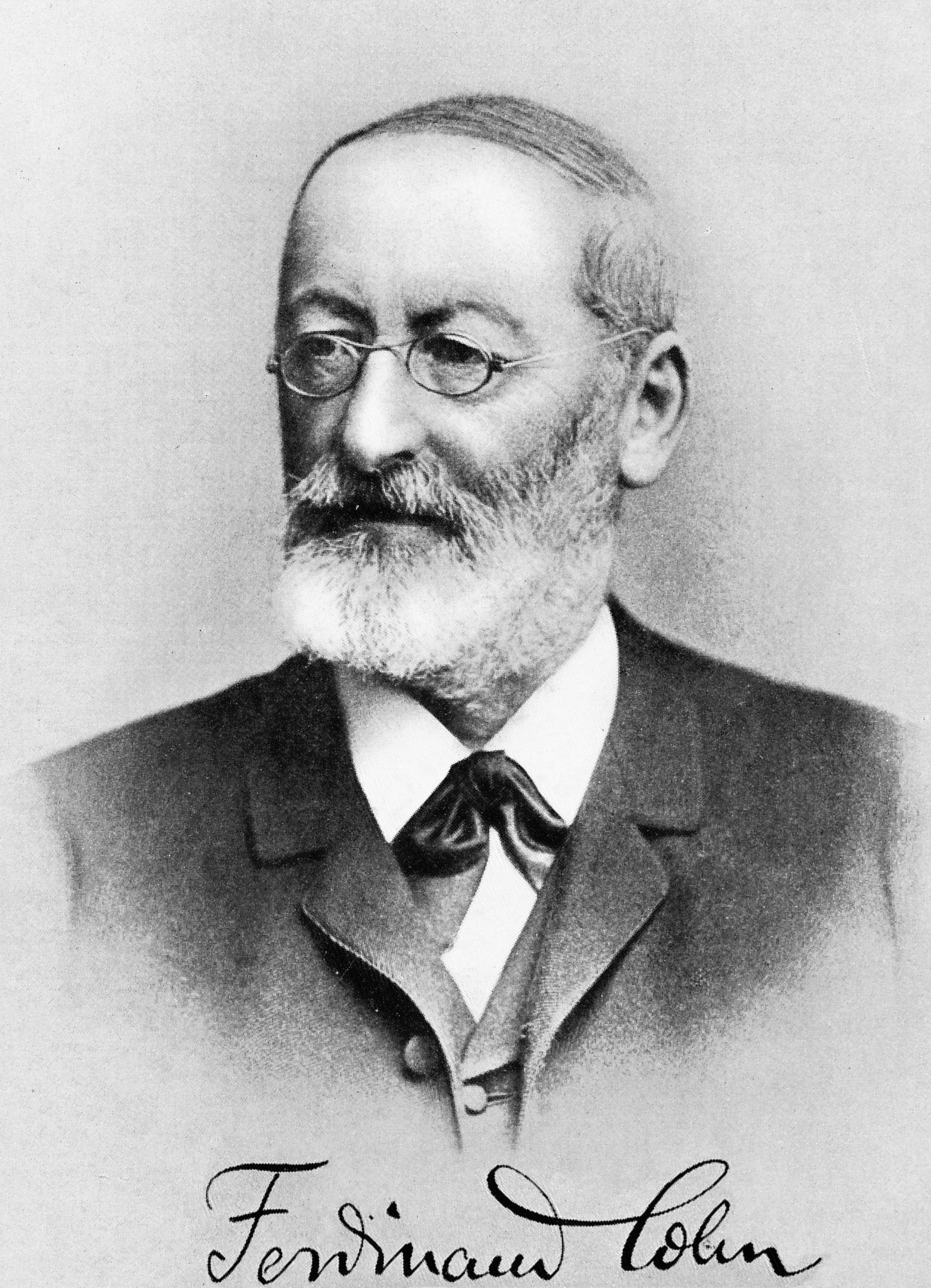
フェルディナント・コーンの肖像

フェルディナント・ユリウス・コーン（Ferdinand Julius Cohn, 1828年1月24日 - 1898年6月25日）はプロイセンの植物学者、細菌学者、医師。

## 来歴
当時プロイセン王国領であったブレスラウに生まれた。ブレスラウ大学卒業後、1847年にベルリン大学から自然科学のPh.D.を取得。1851年からヴロツワフ大学で教鞭を執った。1859年にはブレスラウ大学の植物園の所長となった。コーンは、バシラス属細菌の生活環を明らかにし、細菌の属として定義をすることで、世界で初めて真正細菌を分類したことで知られる。1885年、レーウェンフック・メダル二人目の受賞者となった。
 ウィキメディア・コモンズには、フェルディナント・コーンに関するカテゴリがあります。